# Dewar (Iowa)
Pour les articles homonymes, voir Dewar.
Dewar est une communauté non constituée en municipalité du comté de Black Hawk, en Iowa, aux États-Unis. 
Elle est située au nord-est de Waterloo, le siège du comté. Elle est fondée en 1888.
Bien que la communauté ne soit pas incorporée, elle possède un bureau postal, créé le 25 octobre 1887 et le code ZIP 50623.

## Source de la traduction
- (en) Cet article est partiellement ou en totalité issu de l’article de Wikipédia en anglais intitulé « Dewar, Iowa » (voir la liste des auteurs).